# بورتريه إليزابيث الأولى

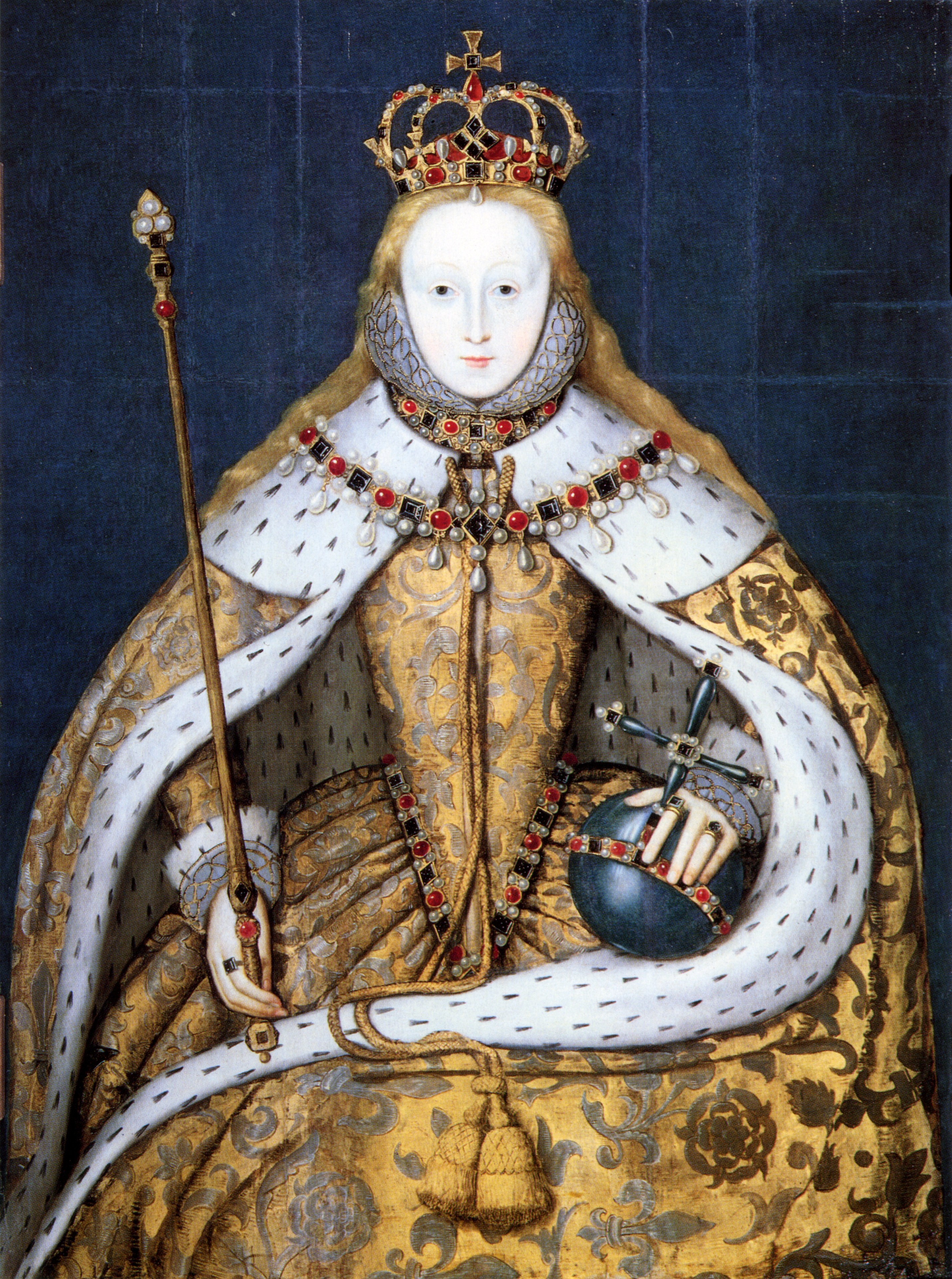
بورتريه الملكة إليزابيث الأولى.

تمثل بورتريه الملكة إليزابيث الأولى تطوّر البورتريهات الملكية الإنجليزية في بداية الفترة الحديثة ما بين (1400/1500- 1800)، وهي تجسد شخص الملكة إليزابيث الأولى، ملكة إنجلترا وإيرلندا ما بين عامي (1533-1603). تعبر البورتريه عن أقدم الدلالات لشخصيات بسيطة مشابهة وكذلك عن رموز لاحقة أكثر تعقيدًا، استخدمت لتصوير قوة وتطلعات الدولة بالإضافة إلى تجسيد صورة الملك على العرش.
تحتوي أقدم بورتريهات للملكة إليزابيث الأولى على مكونات رمزية، مثل الورود وكتب الصلاة التي من الممكن أنها تحمل معنىً للمشاهدين في تلك الفترة. أرست البورتريهات اللاحقة للملكة إليزابيث أسس دراسة الأيقونات الإمبراطورية، كمجسمات الكرة الأرضية والتيجان والسيوف والأعمدة، وكذلك تمثيلات العذرية والنقاء، كالأقمار واللآلئ، مع تلميحات كلاسيكية لتقديم قصة معقدة نقلت بدورها عظمة وأهمية «الملكة العذراء» إلى جمهور الحقبة الإليزابيثية.

## نظرة عامة

### البورتريه في عصر تيودور في إنجلترا
ظهر تقليدان لرسم البورتريه في بلاط تيودور منذ عهد والد إليزابيث، هنري الثامن. طُوّر البورتريه المنمنم عن تقليد المخطوط المزخرف. رُسمت هذه البورتريهات الشخصية الصغيرة بمجملها تقريبًا، مستمدة من الحياة الواقعية خلال عدة أيام باستخدام الألوان المائية على ورق مقوى مثبت بالغراء على ورقة لعب. اعتمدت اللوحات الزيتية المرسومة إلى سطوح خشبية مجهزة مسبقًا على رسومات تحضيرية ونُفذّت عادة بالحجم الطبيعي مثلما هو الحال في اللوحات الزيتية المنفذة على القماش.
على عكس معاصريها في فرنسا، لم تمنح الملكة إليزابيث أبدًا حقوق إنتاج البورتريه الشخصي الخاص بها لفنان واحد، على الرغم من تعيينها نيكولاس هيليارد بشكل رسمي رسام البورتريهات المصغرة أو صائغ المجوهرات الخاص بها. عين جورج غاور وهو رسام عصري للبلاط، رقيبًا على الرسوم في عام 1581، فكانت مسؤوليته المصادقة على كل البورتريهات المرسومة للملكة من قبل رسامين آخرين منذ عام 1581 وحتى وفاته عام 1596.
جلست الملكة إليزابيث امام عدد من الفنانين لرسمها على مر السنين، بمن فيهم هيليارد وكورنيلس كيتيل وفيديريكو زوكارو أو زوكاري، واسحاق أوليفر ولربما أيضًا غاور وماركوس غييرتس الأصغر. أرسلت الحكومة هذه الرسومات كهدايا للملوك الأجانب وكذلك لإظهارها للخاطبين المحتملين. تولى رجال البلاط مسؤولية العديد من اللوحات الرمزية الثمينة لإظهار ولائهم للملكة، وامتلأت غرف العرض المعاصرة الضيقة ذات السقوف العالية للمنازل الريفية في الحقبة الإليزابيثية اللاحقة بمجموعات من البورتريهات الشخصية للملكة. أنتجت استوديوهات فناني تيودور بورتريهات للملكة إليزابيث نقلًا عن صور لها حاصلة على الموافقة «أنماط وجه»، أو رسومات معتمدة للملكة بالطول الكامل، وذلك تلبية للطلب المتزايد على صورها التي تعتبر رمزًا هامًا للولاء والإجلال للتاج الملكي في فترات الاضطرابات.

### السياق الأوروبي
حتى الآن، كانت نماذج البورتريه الأكثر إثارة للإعجاب والتي نفذت من قبل رسامين إنجليزيين، تعود للرسام هانز هولبين الأصغر. الذي رسم البورتريه الشمالي الشهير في النصف الأول من القرن السادس عشر، وزار كذلك إنجلترا زيارتين مطولتين وكان فنان البلاط في عهد هنري الثامن. عوّد هولبين البلاط الإنجليزي على نمط بورتريه بالحجم الطبيعي الكامل، على الرغم من عدم صمود أي من أعماله هذه إلى اليوم. تدمرت جداريته العظيمة التي جسدت سلالة الملك هنري الثامن في قصر «وايت هول» في عام 1698، ولربما كانت العديد من الرسومات الأخرى الأصلية الكبيرة مألوفة للفنانين في تلك الحقبة الإليزابيثية.
جمع كل من هولبين ومعاصره الإيطالي العظيم تيتيان، بين العمق النفسي والانطباع الملكي المهيب بما فيه الكفاية لإرضاء رعاتهم الملكيين. بدأ هولبين مع حلول زيارته الثانية بالابتعاد عن التصوير الواقعي البحت. كتبت جين سيمور: «لم يعد يُنظر إلى الشكل في رسومات هولبين على أنه تجسيد لجسم ما بكتلته الواضحة التي تحتل حيزًا من فراغ، بل إنه أخذ يقترب أكثر من نمط مسطح، تظهر الحيوية فيه من خلال إضافة حدود رئيسية خارجية حية». وصل هذا الميل إلى حدود أبعد في البورتريهات الشخصية اللاحقة للملكة إليزابيث، لذا «تُركت تدريجيًا السمات التي تُظهر الشبه، لصالح تأثير الهالة الملكية الرائعة التي يوحي بها النمط الزخرفي، وتسطحت الأشكال وفقًا لذلك».
استمر تيتيان في رسم الشخصيات الملكية، لاسيما لوحات فيليب الثاني ملك إسبانيا حتى سبعينيات القرن السادس عشر، وبتواتر أقل بكثير بعد عام 1555، لأنه رفض مغادرة البندقية لتنفيذ تلك اللوحات. أُرسلت بورتريه بالطول الكامل لشخص الملك فيليب، التي أنجزت بين عامي (1550-1551) والموجودة اليوم في متحف برادو، إلى أخت إليزابيث الكبرى وكذلك إلى سابقتها الملكة ماري الأولى قبل زواجهما.